# Velika Lašna
Velika Lašna este o localitate din comuna Kamnik, Slovenia, cu o populație de 102 locuitori.